# Emil Augsburg
Emil Augsburg (* 1. Mai 1904 in Lodz; † 1. März 1981 in Gräfelfing) war ein deutscher SD- und SS-Führer sowie Mitarbeiter des Bundesnachrichtendienstes.

## Leben

### Herkunft und Studium
Augsburg wurde als Sohn deutscher Einwanderer im damals vom Russischen Kaiserreich kontrollierten Kongresspolen geboren, sein Vater arbeitete als Textiltechniker. Daher war er bis 1918 russischer, danach bis 1937 polnischer Staatsbürger. Augsburg besuchte die Volksschule und das Deutsche Gymnasium in Lodz, an dem er 1924 das Abitur ablegte. Parallel hatte er sich als Schüler "aktiv am Volskampf" der völkischen Bewegung engagiert. 
Im Anschluss absolvierte er von 1924 bis 1932 ein Studium der Germanistik, Philosophie und Geschichte an der Universität Leipzig. Noch während seines Studiums betätigte er sich von 1929 bis 1932 als Übersetzer und Dolmetscher für die Sprachen Russisch und Polnisch. Nach Studienende trat er 1932 eine Anstellung als Verlagslektor beim Leipziger Paul List Verlag an und wechselte 1932 nach der Rekrutierung durch Wilhelm Spengler zur Leipziger Arbeitsstelle für Schrifttumsbearbeitung des Sicherheitsdienstes der SS.

### SD und Wannseeinstitut
Ab Anfang Mai 1936 wurde Augsburg dann beim SD in Berlin hauptamtlich beschäftigt und erhielt auch die Deutsche Staatsbürgerschaft. Als Sowjetunion- und Polenexperte wurde er Anfang 1937 Oberassistent von Professor Michael Achmeteli, der an der Universität Berlin das Rußlandinstitut leitete und zu „Kultur- und Nationalitätenfragen des Ostens“ forschte. Zudem war Augsburg auch als Oberassistent und Abteilungsleiter Kultur und Nationalitäten am 1937 eingerichteten Wannsee-Institut des Sicherheitsdienstes und später des Reichssicherheitshauptamtes (RSHA) beschäftigt, das zeitweise unter der Leitung von Michael Achmeteli stand. Beim Wannsee-Institut, einer getarnten Einrichtung des Sicherheitsdienstes zur geheimen Ostforschung, war er Verbindungsmann zum SD-Hauptamt und organisierte 1939 in Absprache mit Herbert Hagen die Erfassung der jüdischen Bevölkerung vor dem Überfall auf Polen in der Franz Six unterstehenden Zentralstelle II P des SD. Später verwaltete er in ähnliche Funktion die „Personenkartei für die Sowjetunion“.
Während des Zweiten Weltkrieges wurde Augsburg ab 1939 für spezielle geheimdienstliche Aufgaben in Polen eingesetzt. 1941 promovierte er an der Auslandswissenschaftlichen Fakultät der Universität Berlin mit der Dissertation „Die staats- und parteipolitische Bedeutung der sowjetischen Presse in ihrer geschichtlichen Entwicklung“ zum Dr. phil. Die Recherchearbeit hierzu stand vermutlich im Zusammenhang mit seinen Einsätzen als SD-Führer in Polen und der Sowjetunion.
Emil Augsburg gehörte dem ab Mai 1941 für den Überfall auf die Sowjetunion zusammengestellten „Vorkommando Moskau“ der Einsatzgruppe B an. Die Aufgabenstellung der SD-Einsatzgruppen war im Rahmen der „Gegnerbekämpfung“, Morde an Juden, Partisanen und kommunistischen Funktionären zu verüben. Er wurde für „außergewöhnliche Ergebnisse […] bei Sondereinsätzen“, also den Massenmord, in seiner Personalakte belobigt. Während eines Flugzeugangriffs wurde er im September 1941 in Smolensk verletzt und kehrte nach seiner Genesung an das Berliner Wannsee-Institut zurück. Er wurde als Angehöriger des Amts VII (Weltanschauung und Auswertung – SD-Ausland) im RSHA auch für das Unternehmen Zeppelin tätig und verhörte in diesem Zusammenhang sowjetische Kriegsgefangene. Augsburg, der zum 1. Mai 1937 der NSDAP beitrat (Mitgliedsnummer 5.518.743), stieg 1944 zum SS-Sturmbannführer (SS-Nummer 307.925) auf.

### CIC, Organisation Gehlen und BND
Kurz vor dem Kriegsende tauchte Augsburg im Kloster Ettal unter und wurde Privatsekretär eines im Vatikan arbeitenden katholischen Würdenträgers. Beide begaben sich in den Vatikan, wo es Augsburg mit Hilfe seines Unterstützers gelang, als Nachrichtenoffizier in die polnischen Streitkräfte unter General Władysław Anders in Norditalien einzutreten. Über den CIC-Agenten Walter Hirschfeld wurde eine fingierte Nachricht an Augsburg gesandt, in der angeblich Franz Six die Unterstützung seines ehemaligen Mitarbeiters benötigte und um ein Treffen bat. Augsburg traf am vereinbarten Treffpunkt Hirschfeld, der sich als Six-Vertrauter ausgab und Augsburg und seinen Kameraden angeblich von Six unterzeichnete Aufträge gab, die Augsburg und seine Kollegen auch ausführten. Augsburg wohnte in dieser Zeit in Schorndorf. Nach mehr als einem Jahr kam Augsburg hinter den Schwindel und Hirschfeld klärte ihn darüber auf, dass er unwissentlich Aufträge für den CIC erledigt hatte.
Als Spezialist für sowjetische Angelegenheiten beobachtete er ab Ende 1947 für die Organisation Gehlen (Org), den Vorläufer des Bundesnachrichtendienstes (BND), Emigrantenorganisationen, u. a. Aktivitäten der Organisation Ukrainischer Nationalisten. Augsburg, der als Angehöriger eines Einsatzkommandos an Erschießungen teilgenommen hatte, war ab 1949 in der Generalvertretung L der Org in Karlsruhe tätig. Ab 1953 war er in der Zentrale der Org in Pullach beschäftigt. Nach der Enttarnung des KGB-Spions Heinz Felfe im November 1961 wurden gegen 200 NS-belastete Mitarbeiter des BND Untersuchungen angestellt. Infolge von Nachforschungen wurde Augsburg von der Organisationseinheit 85 aufgrund seiner Mitgliedschaft bei den Einsatzgruppen und falscher Angaben zum Lebenslauf als außerordentliche "politische Belastung" mit der Empfehlung zur Trennung bewertet. Da Augsburg drohte, die Untersuchungen publik zu machen, wurde er mit Rücksicht auf einen möglichen öffentlichen Skandal im Dienstverhältnis des BND belassen. Erst 1968 konnte er wegen unkorrekt abgerechneten Operativgeldern aus dem BND entlassen werden. Während seiner Geheimdiensttätigkeit führte Augsburg die Aliasnamen Althaus und Alberti. Seine Geheimdienstakte wurde später von den National Archives in Washington, D.C. freigegeben.

## Augsburg als Spiegel-Informant und CIC-Mann
Lutz Hachmeister wirft dem Spiegel des Jahres 1949 vor, auf Grund seiner dominierenden Redaktionsbesetzung mit SS- und SD-Leuten auch den Massenmördern und nachmaligen CIC-Agenten Klaus Barbie und Augsburg eine öffentliche Plattform gegeben zu haben

„In dem (Artikel) sollte ein gewisser Walter Hirschfeld, ein sogenannter Verräter aus den Reihen der SS, bloßgestellt werden, weil er "alte Kameraden" ans Messer geliefert hat. Es besteht kein Zweifel, dass nur Barbie und der an den Massenmorden in der Sowjetunion beteiligte SD-Mann Emil Augsburg in ihrer Eigenschaft als CIC-Agenten an die Akten herankommen konnten, die der "Spiegel" in dem Hirschfeld-Artikel mit großer Akribie referierte.“